# 市川まさみ
市川 まさみ（いちかわ まさみ、1991年7月10日 - ）は、日本の女優、タレント、歌手。元AV女優。恵比寿マスカッツの5代目リーダー。ティーパワーズ所属。東京都出身。

## 略歴
2014年にソフト・オン・デマンド（SOD）に社員として入社し、宣伝部に配属される。『ゴッドタン』(テレビ東京)でSOD専属女優の取材の際に自身も取材を受け、「私は社員、絶対にAVには出ません」と宣言して知名度が急上昇した。
2015年1月8日発売の『ソフト・オン・デマンド 宣伝部 入社1年目 市川まさみ（23） AV出演（デビュー）!!』でSODクリエイトからAVデビュー。同年1月31日にソフト・オン・デマンドを退社し、SODstarレーベルよりSOD女子社員から初の専属女優になることを公表。3月5日に女優として再デビューした。
2015年4月より恵比寿★マスカッツに加入し、5月4日にDMMアダルトアワード話題賞を受賞。6月1日に『AV OPEN2016』の公式サイト開設に伴い、星美りか、三上悠亜と共にイメージガールに就任。
2018年8月24日、恵比寿マスカッツ5代目リーダーに就任。2019年3月1日、FANZAアダルトアワード2019最優秀女優賞にノミネート。2019年3月21日、「SOD AWARD2019」において最優秀専属女優を受賞。
2020年2月25日放送の『恵比寿マスカッツ 真夜中の運動会』(AbemaTV)にて、腰痛悪化による一時休養を発表し、9月1日から同番組に復帰。腰痛の原因が10代のころに発症した第4・第5腰椎椎間板ヘルニアであることも公表した。
2021年2月3日、恵比寿マスカッツ内のユニット「SCANTY4」に加入。加入に伴い、ユニット名が「SCANTY6」となる。同年6月にSODの声掛けにより同社メディア事業部宣伝担当としても活動。8月に発表された「読者300人が選んだFLASH 2021セクシー女優ランキング」で読者投票69位。
2022年4月11日にYouTubeにて会見を行ない、AV女優業の引退を発表。腰の具合が思わしくないこと、期待だけ抱かせてしまい、今後AVをやるかやらないかをはっきりしたかったことを理由とした。新規の撮影は行わず、5月12日発売の総集編を引退作とし、5月14日の発売イベントでAV女優業にピリオドを打った。なお、AV女優業の引退以降も恵比寿マスカッツなどのタレント業や広報としての業務などは引き続き行う。同年8月13日、恵比寿ガーデンホールにて「第2世代恵比寿マスカッツ真夏の卒業式」をもち恵比寿マスカッツを卒業（メンバー全員が卒業する事実上の解散）。

## 人物
- 初体験は高校3年生の時で、経験人数は3人だった[18]。
- 元宣伝部らしく、ファンへの対応が神対応と報道される[19]。
- 高校時代3年間ハンドボール部に在籍。その経歴や運動神経をバラエティ番組で活かされることも多い[20]。
- 17歳のころからヘルニアを患っており、AV女優としての引退原因ともなっている[21]。17歳の頃には下半身の感覚がなくなり[21]、車いす生活も送った。
- 憧れの女優は川上奈々美[19]。
- マスカッツ運営側にリーダーを推薦したのはみひろ。発表当時は本人にも明かされておらず、2020年10月『マスカッツ本音酒』でこれを明かした[22]。みひろは、グイグイ引っ張るタイプではないが、冷静にメンバーを見られる、初代を含むマスカッツが好きである、などの理由を挙げている[22]。マッコイ斎藤も歴代リーダーとは真逆のタイプ（一歩引いて全体を支えるタイプのリーダー）と評価している[23]。市川自身も自分のためより誰かのためのほうが全力ができるタイプと自己分析している[24]。

## 作品

### SOD宣伝部時代
2015年
- ソフト・オン・デマンド 宣伝部 入社1年目 市川まさみ（23） AV出演（デビュー）!!（1月8日、SODクリエイト）
- SOD宣伝部 入社1年目 市川まさみ（23） 「おもちゃ責め」「性感エステ」「スローSEX」「激ピストン」!初めてづくしの“性感帯開発”で初イキ体験!!（3月5日、SODクリエイト）
- SOD宣伝部入社2年目 市川まさみ 打ち合わせ中・お掃除中・出張中・資料作成中にいきなり挿入…でも感じちゃう敏感なカラダ（ハート）即ハメSEX4本番!（5月9日、SODクリエイト）
- SOD宣伝部 入社2年目 市川まさみ あなたの事、優しく励まします…! 後輩社員市川と夢のオフィス生活 オール顔射4SEX!（7月9日、SODクリエイト）
- SOD女性監督・山本わかめ式「射精コントロール」〜勃起した男子は‘射精の快楽’を味わうためなら、女子の言いなりになってしまうのか?〜(9月1日，SODクリエイト） ※「AV OPEN 2015」エントリー作品
- SOD宣伝部 入社2年目 市川まさみが「皆様の見たい」にお応えします!連続挿入4PSEX・尻フェチSEX・カメラ目線SEX・イチャラブSEX ユーザーリクエスト4本番（9月10日、SODクリエイト）
- SOD宣伝部 入社2年目 市川まさみの『汗』 仕事中の蒸れ脇汗にしゃぶりつき、唾液をむさぼりあい、カラダ中潮まみれ、初イラマで濃厚エヅキ汁を垂れ流す “汗だくツユだく”4本番（11月12日、SODクリエイト）

2016年
- SOD宣伝部 入社2年目 市川まさみ 退社 「ユーザーの皆様すみません、市川少しお休み頂きます。」休暇中の旅行先で恥じらい・発情・本気イキ!プライベート空間で体験する濃密4本番+市川まさみの軌跡&ベスト（1月8日、SODクリエイト）

2019年
- SOD女子社員 10名のAVデビューSEX集めました! 2枚組8時間 宣伝部 日下部加奈の未公開SEX付き 永久保存版（12月26日、SODクリエイト） ※総集編

### SODstar転身後
2016年
- 市川まさみ SODstar debut（3月5日、SODクリエイト）
- 市川まさみ 朝から晩まで毎日ヤリまくりラブラブ同棲日記（4月7日、SODクリエイト）
- 市川まさみ 失神するほど…イカサレテ（5月12日、SODクリエイト）
- 市川まさみ 性感エステ×フルコース 10コーナー240分SP（6月9日、SODクリエイト）
- 市川まさみ 朝から晩まで挿れっぱなしチ○ポ大乱交!（7月7日、SODクリエイト）
- 市川まさみ 美人教育実習生 輪姦レイプ（8月6日、SODクリエイト）
- 市川まさみ 友達の姉のお尻がムッチムチにエロすぎてお尻好きな僕はつい変態でエッチな妄想をしてしまう（9月8日、SODクリエイト）
- 市川まさみ 寝起きからおやすみまでいつでもどこでもオナニーのお手伝い（10月6日、SODクリエイト）
- 市川まさみ いいなり温泉旅行（11月10日、SODクリエイト）
- 4人の最強ハメ撮り師が市川まさみをハメ撮る! プライベート的なSEXを全て曝けだす生々しい本気エロ4本番（12月8日、SODクリエイト）

2017年
- 市川まさみ 濃厚ベロキス接吻乳首舐めエステサロン（1月6日、SODクリエイト）
- 市川まさみ 思わず後ろから突きたくなる美脚美尻ドM美女を足腰ガクガク立てなくなるまで立ちバックでイカせる!（3月2日、SODクリエイト）
- 素人ユーザー参加企画 SODstar市川まさみとイクッ! AVの聖地で夢の男優体験が出来る 有名ロケ地バスツアー! feat.尾上若葉・倉多まお・AIKA（3月18日、SODクリエイト）
- 市川まさみ 媚薬催眠トランス大絶頂セックス（4月6日、SODクリエイト）
- 市川まさみ 僕はドSなお姉ちゃんの言いなりオナペット（5月3日、SODクリエイト）
- 市川まさみ×ナチュラルハイ 痴漢OK娘スペシャル SODstar Ver.（6月1日、SODクリエイト）
- 市川まさみ×ナチュラルハイ これが噂の痙攣薬漬け水着モデル 絶叫10連続FUCK（7月6日、ナチュラルハイ）
- 市川まさみ レイプ犯からのビデオレター（7月20日、SODクリエイト）
- 市川まさみ 日帰りで12発射精しちゃうヤリまくりイチャイチャ温泉旅行（8月10日、SODクリエイト）
- SODロマンス×SODstar 白濁された妻 〜性奴に堕ちる淫欲のNTR〜（9月7日、SODクリエイト）
- 市川まさみ 美人スポーツインストラクターを職場で強制発汗 媚薬漬け無限快楽大絶頂SEX（10月5日、SODクリエイト）
- 市川まさみ いやらしくジュボ音立てながら何度も舌なめずり唾液ダラダラ垂れ流し続ける特濃おフェラ（11月2日、SODクリエイト）
- 恋する季節 真実の愛はすぐ近くにある…（11月2日、GIRL'S CH）
- 市川まさみ 胸キュン（ハート）イチャイチャ妄想学園コスえっち（12月7日、SODクリエイト）

2018年
- W集団レイプに遭った市川まさみと桃乃木かな（本人達）（1月1日、SODクリエイト）
- 桃乃木かな 市川まさみ 奇跡のWキャスト SOD体験入社&宣伝部復帰!? 野球拳/ツ○スター/王様ゲームetc.ユーザー様をおもてなし&大乱交4時間SP（1月1日、アイデアポケット）
- 市川まさみ 超敏感クリトリス弄りっぱなし絶頂トランス3本番（2月8日、SODクリエイト）
- 市川まさみ 向上心の強い女性には隙がある。運命のコンペを翌日に控えたランジェリーデザイナー（3月8日、SODクリエイト）
- 市川まさみ 先っぽから3cmだけを出し入れする焦らし騎乗位エステサロン（4月12日、SODクリエイト）
- 市川まさみ もしSOD女子社員時代の後輩男性に口説かれたらどうする?（5月10日、SODクリエイト）
- 市川まさみ 肉厚尻肉おっぴろげ巨根ファックでイクときキュ～ッと締まる肛門（6月7日、SODクリエイト）
- 市川まさみ しなやかなS字ラインで痙攣イキするスレンダー美人スイミングコーチ（7月12日、SODクリエイト）
- 市川まさみ 600時間禁欲＆焦らしによって溢れ出るマン汁をメレンゲになるまでピストン（8月9日、SODクリエイト）
- 市川まさみ 高速からの低速シフトダウン焦らしを繰り返す緩急自在の変速ギアチェンジフェラ（9月6日、SODクリエイト）
- 市川まさみ SODstar×エントリー 95発ぶっかけ解禁 素人男性超特濃本物ザーメン（10月11日、SODクリエイト）
- 市川まさみ 催眠光線で支配されたお天気キャスター（11月8日、SODクリエイト）
- 市川まさみ 利尿剤で連続ハメ失禁する美人女教師（12月6日、SODクリエイト）

2019年
- 市川まさみ デビュー4周年記念 SODstar転身後22作品＆伝説のSOD女子社員時代振り返りVTR付き8時間SP（1月10日、SODクリエイト）※総集編、Blu-ray 同時発売
- 市川まさみ 絶対にバレてはいけない状況でイカされまくったらどうする?（2月7日、SODクリエイト）
- 市川まさみ ささやきボイスで眠りにつくまで優しくヌイてくれるリラックス子守唄プレイ（3月7日、SODクリエイト）
- 市川まさみ 監禁された美人スクープカメラマン (4月11日、SODクリエイト)
- 市川まさみ 脳がとろける濃・密・接・吻!ねっとりキス音を響かせながら射精後も求めあう連射ベロチュウ性交 (5月9日、SODクリエイト）
- 市川まさみ イクイク発情リケジョ（理系女子） デカ尻押しつけ圧迫顔騎 (6月6日、SODクリエイト)
- 市川まさみ もしもAVを引退した市川まさみちゃんと出会って恋愛できたら… (7月11日、SODクリエイト)
- 市川まさみ 美人キャビンアテンダントを高級ホテルの一室でいいなり調教 (8月8日、SODクリエイト)
- SODstar 11 SEX BUBBLE PARTY 2019 ～プールで感度アゲアゲイキまくり編～ (9月12日、SODクリエイト)  ※Blu-ray  同時発売
- もしSOD女子社員時代から憧れていた市川まさみと同期の結婚式で相部屋宿泊になったらどうする? (9月12日、SODクリエイト)
- 市川まさみ お願いされたら断れない絶品クリーミー泡立ちフェラナース (10月10日、SODクリエイト)
- 市川まさみ×SENZ 「制服・下着・全裸」でおもてなし またがりオマ○コ航空 SODstar Ver. (11月7日、SODクリエイト)
- SODstar 10 SEX AFTER PARTY 2019 ～クラブでハメハメヌキまくり編～ (11月21日、SODクリエイト)  ※Blu-ray  同時発売
- 豪華共演!市川まさみ&超人気女優たちがイカせてくれる 夢のハーレム逆3Pスペシャル (12月12日、SODクリエイト)

2020年
- 市川まさみ SOD女子社員としてAVデビューしてから丸5年!今まで頑なに中出しを拒んできた彼女がついに中出し解禁! (1月9日、SODクリエイト)
- 市川まさみ 「お義父さんやめてください…」夫に言えない義父との姦淫 中年オヤジとのねっとり変態セックスに溺れる若妻 (2月6日、SODクリエイト)
- 市川まさみ ボンデッド (3月12日、SODクリエイト)

2022年
- 【3枚組】皆さま7年間大変お世話になりました！AV引退記念・市川まさみ本人が選んだベスト30タイトル12時間3枚組（5月12日、SODクリエイト）

### イメージビデオ
- 市川まさみが好きすぎて市川まさみが彼女になってた（2016年8月25日、GRAPHIS）
- Masami 素顔〜自然に包まれて〜（2016年11月3日、REbecca）
- 僕のお嫁さんは市川まさみ（2017年4月27日、オルスタックソフト販売）
- 市川まさみが好きすぎて市川まさみが彼女になってた Part2（2017年7月25日、GRAPHIS）
- Masami2 Open Your Heart（2017年10月19日、REbecca）
- Masami3 理想のカノジョ（2018年5月3日、REbecca）
- Masami4 Summer wind（2018年9月27日、REbecca）
- Masami5 Heartful lover（2019年1月24日、REbecca）
- 【VR】魔性の部下からM男開発JOI 平日休日出張先ところかまわずセンズリ調教 市川まさみ（2021年5月27日、SODVR）

### 写真集
- 皆様のいっちーです（2016年10月21日、双葉社、撮影：野澤亘伸）ISBN 978-4-575-31186-0
- 本音（2019年1月18日、双葉社、撮影：浜田一喜）ISBN 978-4575314199

### ポーズ集
- ビジュアルヌード・ポーズBOOK act市川まさみ（2017年6月26日、二見書房、撮影：長谷川朗）ISBN 978-4576170817

### トレーディングカード
- ジューシーハニーVol.37（2017年4月29日、ミント、撮影：篠原潔）

## 出演

### テレビ
- ゴッドタン（2014年10月25日、テレビ東京）
- マスカットナイト（2016年4月14日 - 2017年3月30日 、テレビ東京）[4]
- マスカットナイト・フィーバー!!!（2017年4月6日 - 9月28日、テレビ東京）
- 恵比寿マスカッツ横丁!（2017年10月5日 - 12月28日、テレビ東京）
- 新みっひーランド みひなな食堂 #27（2018年、エンタ!959）
- ザ・細かすぎて伝わらないモノマネ（2023年12月16日、フジテレビ）

### オリジナルビデオ
- 新・時空変態人間 タイムストップ・エクスタシー（2017年、監督：高岡忠一） - 香澄 役
- わたしはわたし 〜OL葉子の深夜残業〜（2018年、監督：城定秀夫） - 葉子/ヨーコ 役
- オープン・マリッジ　ある夫婦のカタチ（2018年、監督：石川次郎） - 綾香 役
- ダブル・エクスタシー 美女刑事コンビの快感大捜査線（2018年、監督：渡邊豊） - 彩香 役
- ホラーハウス（2021年2月25日、監督：山内大輔、オールインエンタテインメント） - 鈴木美鈴 役[25]
- ホラーハウス Vol.2（2021年3月25日、監督：山内大輔、オールインエンタテインメント） - 鈴木美鈴 役

### ラジオ
- とにかく明るい安村のとにかく丸裸!（2018年12月29日・2019年1月12日、文化放送）
- 紗倉まなとニューヨークのマジックミラーナイト（2021年7月24日・31日、2022年1月1日、1月8日、文化放送）
- ラジオのアナ〜ラジアナ/深夜3時のヒロイン（2022年6月16日、6月23日、FM NACK5）
- KaratLunch（2024年7月11日、2025年6月12日、渋谷クロスFM） - アシスタントMC

### イベント
- DMMアダルトアワード2016授賞式（2016年5月4日、豊洲PIT）[6]
  - 後夜祭（2016年5月18日、新宿ロフトプラスワン）[26]
- ハロウィンの夜お掃除イベント（2016年10月29日、渋谷） - 入れる度に罵られる「萌えないゴミ箱」（声の出演）[27]
- AVファン感謝祭 Japan Adult Expo（2016年11月10・11日、ディファ有明）[28]
  - AV OPEN 2016（2016年11月10日） - イメージガールとして星美りか、三上悠亜と出演[28]

### Web配信
- DMM.R18アダルトアワード2016年に最優秀新人女優賞にノミネート（投票期間2016年3月1日 - 4月15日）[29]
- 土曜の夜は尻上がり!「ピーチゃんねる」（2017年8月26日、AbemaTV）
- DTテレビ（2018年7月20日、AbemaTV）
- トイズハートプレゼンツ「とりあえずナマで!」（2018年11月9日、YouTube トイズハートチャンネル） - 第7回ゲスト[30][31]
- 春のパンツまつり2021（2021年3月30日、春のパンツまつり公式サイト） - 村人 役[32]

### モデル
- AV OPEN 2016（2016年6月1日） - イメージガールに就任[7]

### ゲーム
- 龍が如く7 光と闇の行方（2020年1月16日、PlayStation 4用ソフト、セガゲームス）乙姫ランド・ソープ嬢、市川まさみ 役 ※写真のみの出演

### パチンコ
- CRジューシーハニー2（2018年7月、サンセイアールアンドディ）[33]
- PジューシーハニーH（ハーレム）（2023年5月、サンセイアールアンドディ）
- PA豊丸ととある企業の最新作2 SOD 99ver.（2023年10月、豊丸産業）[34][35]

## 執筆

### 連載
- 「まくってまくってイキまくる競馬予想とHトーク」（東京スポーツ）
- 宣伝広報いっちーの業務日報（2019年9月 - 、月刊ソフト・オン・デマンド）